# Љубомир Лешјанин
Љубомир Лешјанин (Београд, 1861 – 1933) је био српски пуковник, ађутант, маршал двора и задужбинар.

## Биографија
Љубомир је био син Милојка Лешјанина, завршио је нижу и вишу Војну школу, а потом се школовао у Француској. 1881. године као поручник, постао је ађутант Књажевачке окружне команде, награђен је  Орденом Таковског крста, 1893, у доба кад је био капетан друге класе. Био је део коњице, и комадант Краљевог пука коњичке гарде. У Балкански ратовима био је српски делегат при бугарској врховној команди, а у Првом светском рату, комадант Шумадијске дивизије. Преминуо је као пензионисани коњички пуковник 21. јуна 1933. у Београду. Био је ожењен Даринком, а њихова кућа је остављена као задужбина 1942. године, да се приход од ње и плаца користи за стпендирање једног сиромашног ђака из Прокупља и околине. Имовина је национализована 1958. године и у њој је сада амбасада Ирана. Општина Прокупље је обновила ову стипендију и даје новчани износ ђацима у име задужбине Љубомира Лешјанина.